# Christophe Colomb (David)
Pour l’article homonyme, voir Christophe Colomb (homonymie).
La Découverte du Nouveau Monde
Christophe Colomb est une ode-symphonie (sous-titrée La Découverte du Nouveau Monde) en quatre parties pour récitant, soprano, deux ténors, baryton, voix d'enfant, chœurs et orchestre, sur une musique de Félicien David et un texte de Charles Chaubet, Joseph Méry et Sylvain Saint-Étienne, créée en 1847.

## Personnages
- Christophe Colomb (ténor)
- Fernand (ténor)
- Elvire – La Mère indienne (soprano)
- Un mousse (voix d'enfant)
- Un matelot (baryton)
- Les Matelots – Le Peuple – Les Génies de l'océan – Les Sauvages (chœurs)
- Le Récitant

## Déroulé de l'œuvre
(selon la publication discographique de 2017 ci-après visée)

### 1repartie:Le Départ
- Introduction – Symphonie (orchestre)
- Récit : Océan inconnu, ténébreuse Atlantique (le récitant)
- Récit : Oui, Colomb vous entend, mystérieux génies (Colomb)
- Air : La Brise qui se lève (Colomb)
- Scène : Amis fidèles (Colomb, les matelots)
- Chœur : D'un héros protégé par les cieux (les matelots)
- Les Adieux – Récit : Tandis que les marins (le récitant)
- Duo : Adieu, ma belle (Elvire, Fernand)
- Récit : Le Bronze du navire, au bronze du rempart (le récitant)
- Chœur : Dieu de bonté, Dieu tutélaire (le peuple)
- Chœur : Prions, prions (le peuple)
- Récit et chœur : Tandis qu'aux bords des mers (le récitant, les matelots, le peuple)

### 2epartie:Une nuit des tropiques
- Introduction et récit : L'Immensité des mers (le récitant)
- Symphonie (orchestre)
- Air : La mer est ma patrie (le mousse)
- Chœur : Ah ! (les génies de l'océan, les matelots)
- Chœur : Salut, mystérieux génies (les matelots)
- Le Quart – Rêverie, air avec chœur : Ô mer (Fernand, les matelots)
- Chœur : Oh ! qu'il fait bon (les matelots)
- Ouragan – Récit : Et le dernier refrain de la chanson (le récitant, les matelots)

### 3epartie:La Révolte
- Le Calme plat – Récit : Un calme désolant (le récitant)
- Chœur : Levons-nous, réveillons nos âmes (les matelots)
- Air avec chœur : Ainsi le moindre obstacle (Colomb, les matelots)
- Air avec chœur : Voyez ! déjà la mer respire (Colomb, les matelots)

### 4epartie:Le Nouveau Monde
- Introduction et récit : Enfin le matelot (le récitant)
- Symphonie : Terre ! terre ! ô transport ! (les matelots)
- Danse de sauvages, air de ballet (orchestre)
- Chœur : Parés de beaux plumages (les sauvages)
- Élégie – Air : Sur l'arbre solitaire (la mère indienne)
- L'Arrivée – Symphonie, récit : Le voilà, ce rivage (Colomb)
- Chœur : À toi, chef immortel (les matelots, les sauvages)

## Création à Paris
L'œuvre est créée le 7 mars 1847 au Conservatoire de Paris par les interprètes suivants :
- Christophe Colomb : Pierre-François Wartel dit « Wartel » (1806-1882, ténor)
- Fernand : Joseph Théodore Désiré (dit Jules) Barbot dit « Barbot » (1824-1896, ténor)
- Elvire, la mère indienne : Émilie Sabatier dite « Mme Sabatier » (?-1896, soprano)
- Un mousse : « Le jeune Manson » (?, un garçon)
- Un matelot : « Grignon fils », sans doute (non confirmé) François Hippolyte Grignon (1822-1880, baryton)
- Le récitant : « Egmont (de l'Opéra-Comique) » (?)
- Chef des chœurs : Achille Laurent Biche-Latour (1824-?)
- Direction musicale : Théophile Tilmant dit « Alexandre Tilmant »

## Reprises (sélection)
- 11 septembre 1869, Baden-Baden, direction musicale Félicien David
- 22 août 2014, Festival Berlioz, La Côte-Saint-André, Denis Podalydès (récitant), Josef Wagner (baryton-basse), Karen Vourc'h (soprano), Julien Behr (ténor), Russell Braun (baryton), Chœur de la Radio flamande, Les Siècles, direction musicale François-Xavier Roth
- 27 mai 2015, Festival Classica, Boucherville (Québec), Robert Côté (récitant), Marie-Ève Munger (soprano), Antoine Bélanger (ténor), Marc Boucher (baryton), Chœur du Festival Classica, Orchestre de chambre de la Montérégie, direction musicale Jean-Claude Malgoire (première nord-américaine)

## Discographie (sources)

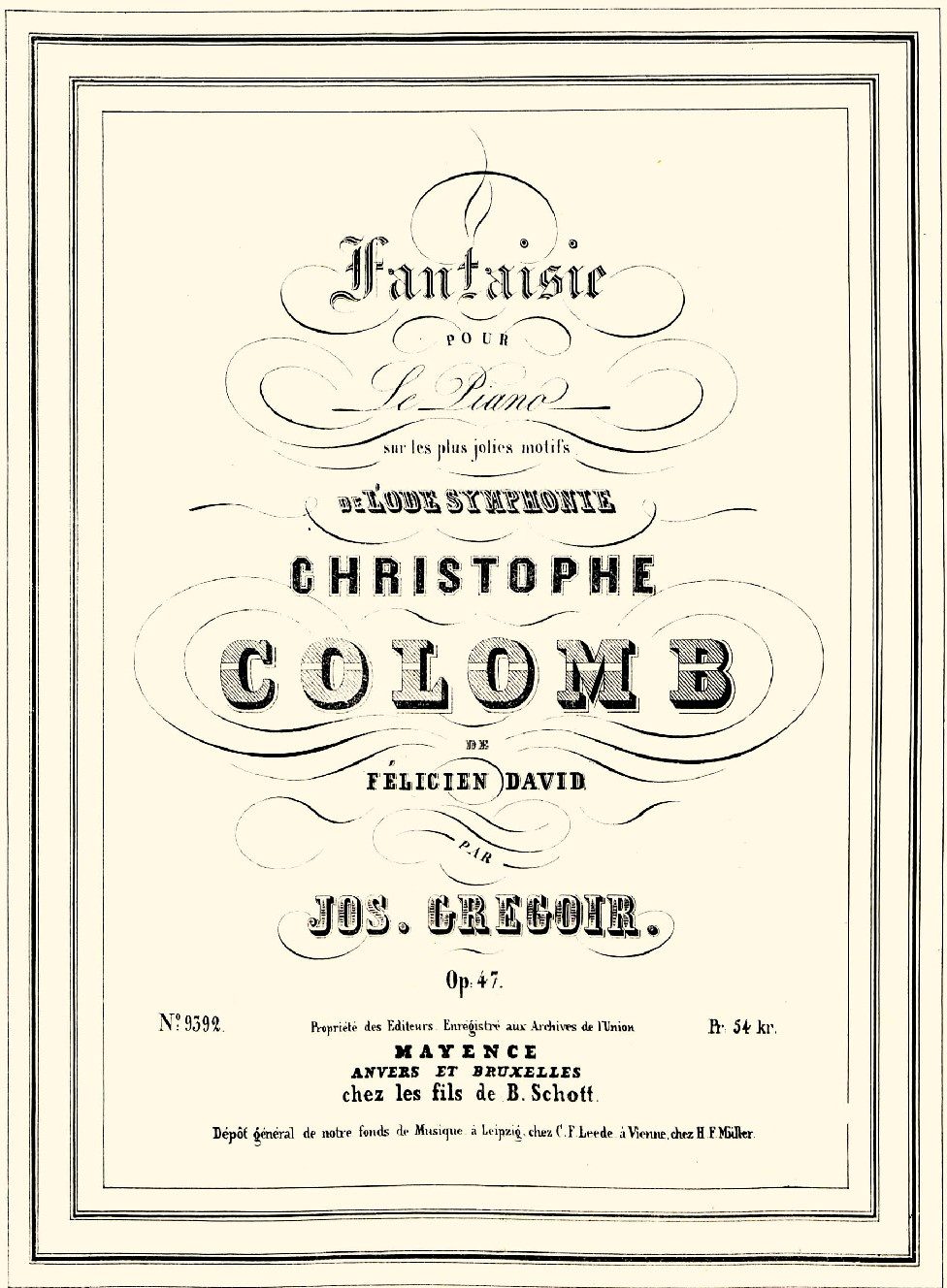
Page de titre de la Fantaisie pour piano sur Christophe Colomb publiée chez Schött en 1848

- 2017 (publication) : Chantal Santon-Jeffery (soprano), Julien Behr (ténor), Josef Wagner (baryton-basse), Jean-Marie Winling (récitant), Chœur de la Radio flamande, Les Siècles, direction musicale François-Xavier Roth, Palazzetto Bru Zane – Ediciones Singulares, livre-disques en édition limitée et numérotée réf. ES1028 (collection « Portraits », vol.4), comprenant 3 CD consacrés à Félicien David avec également des œuvres symphoniques, Le Jugement dernier (final coupé à la création de l'opéra Herculanum), six motets, des mélodies, un trio avec piano et des pièces pour piano.

Ce livre-disques constitue la source principale du présent article (collection particulière de l'auteur).

## Œuvre dérivée
- 1848 : Fantaisie pour piano op. 47 de Joseph Gregoir « sur les plus jolis motifs de l'ode-symphonie Christophe Colomb de Félicien David »